# Jozef Majzlík
Jozef Majzlík (* 18. prosince 1953) je bývalý slovenský fotbalista, útočník.

## Fotbalová kariéra
V československé lize hrál za Duklu Banská Bystrica (1977–1986). V lize nastoupil ke 160 utkáním a dal 15 gólů. V Poháru UEFA nastoupil ve 2 utkáních. Vítěz Slovenského a finalista Československého poháru v roce 1981.

## Ligová bilance
| Ročník                                      | Zápasy | Góly | Klub                  |
| ------------------------------------------- | ------ | ---- | --------------------- |
| 2. československá fotbalová liga 1974/75    | -      | -    | Dukla Banská Bystrica |
| 2. československá fotbalová liga 1975/76    | -      | -    | Dukla Banská Bystrica |
| 2. československá fotbalová liga 1976/77    | -      | -    | Dukla Banská Bystrica |
| 1. československá fotbalová liga 1977/78    | 29     | 5    | Dukla Banská Bystrica |
| 1. československá fotbalová liga 1978/79    | 29     | 4    | Dukla Banská Bystrica |
| 1. československá fotbalová liga 1979/80    | 16     | 0    | Dukla Banská Bystrica |
| 1. československá fotbalová liga 1980/81    | 14     | 2    | Dukla Banská Bystrica |
| 1. československá fotbalová liga 1981/82    | 21     | 0    | Dukla Banská Bystrica |
| 1. slovenská národní fotbalová liga 1982/83 | 28     | 6    | Dukla Banská Bystrica |
| 1. československá fotbalová liga 1983/84    | 24     | 4    | Dukla Banská Bystrica |
| 1. československá fotbalová liga 1984/85    | 24     | 0    | Dukla Banská Bystrica |
| 1. československá fotbalová liga 1985/86    | 3      | 0    | Dukla Banská Bystrica |
| CELKEM 1. liga                              | 160    | 15   |                       |